# Kościół Matki Bożej Różańcowej w Koprzywnicy
Kościół Matki Bożej Różańcowej w Koprzywnicy – rzymskokatolicka świątynia powstała w miejscu średniowiecznego kościoła Wszystkich Świętych. Najstarsze części kościoła to dawna kaplica wybudowana w latach 1693-1694. Współczesny wygląd świątyni nadano w latach 1872-1874. Dobudowano wtedy do istniejącej barokowej kaplicy nowe nawy. Od XII wieku do 1821 główny kościół parafialny Koprzywnicy. Od 2000 roku świątynia jest ponownie kościołem parafialnym i siedzibą parafii Matki Bożej Różańcowej w Koprzywnicy.

## Galeria

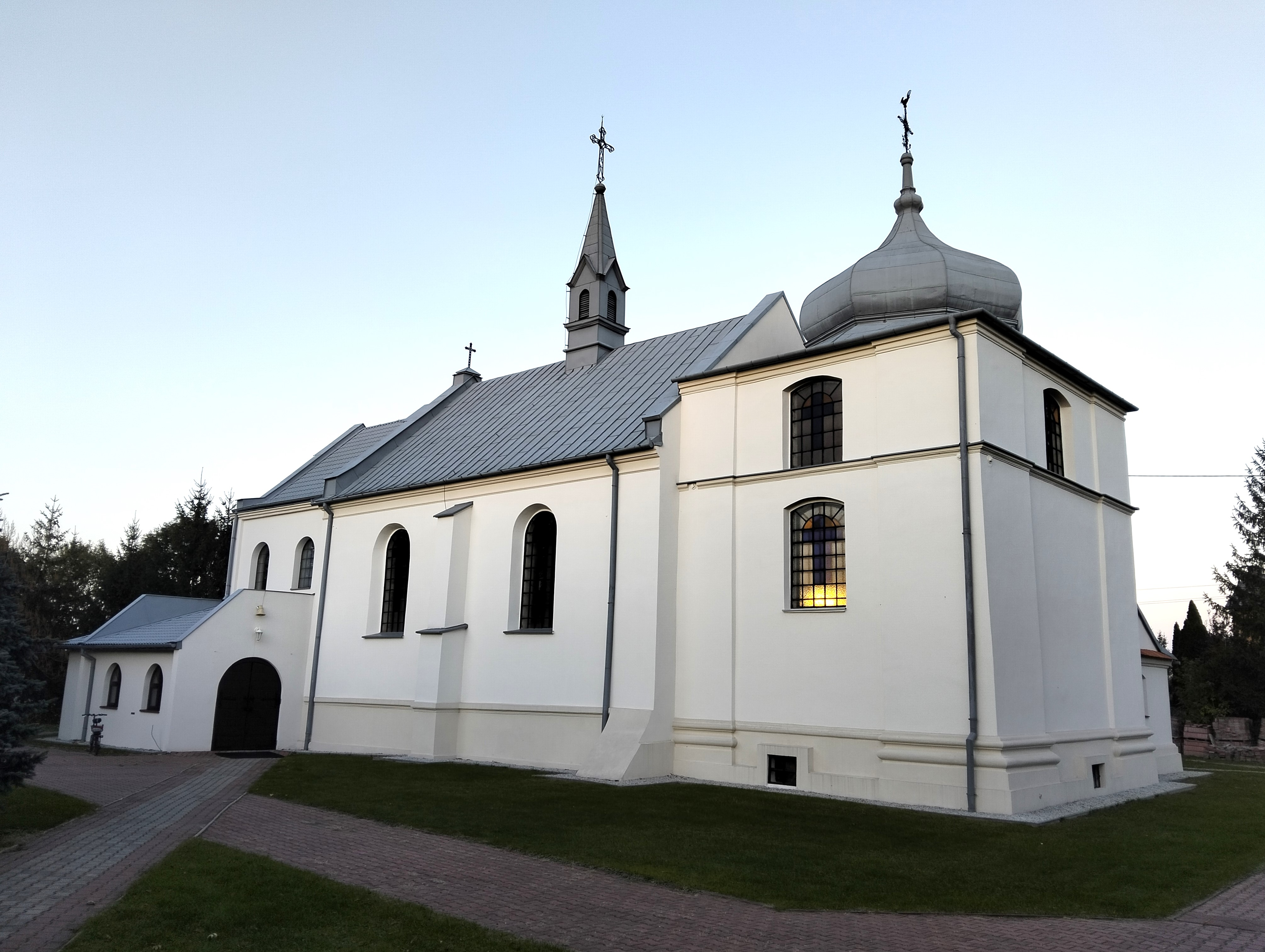
Widok od prezbiterium
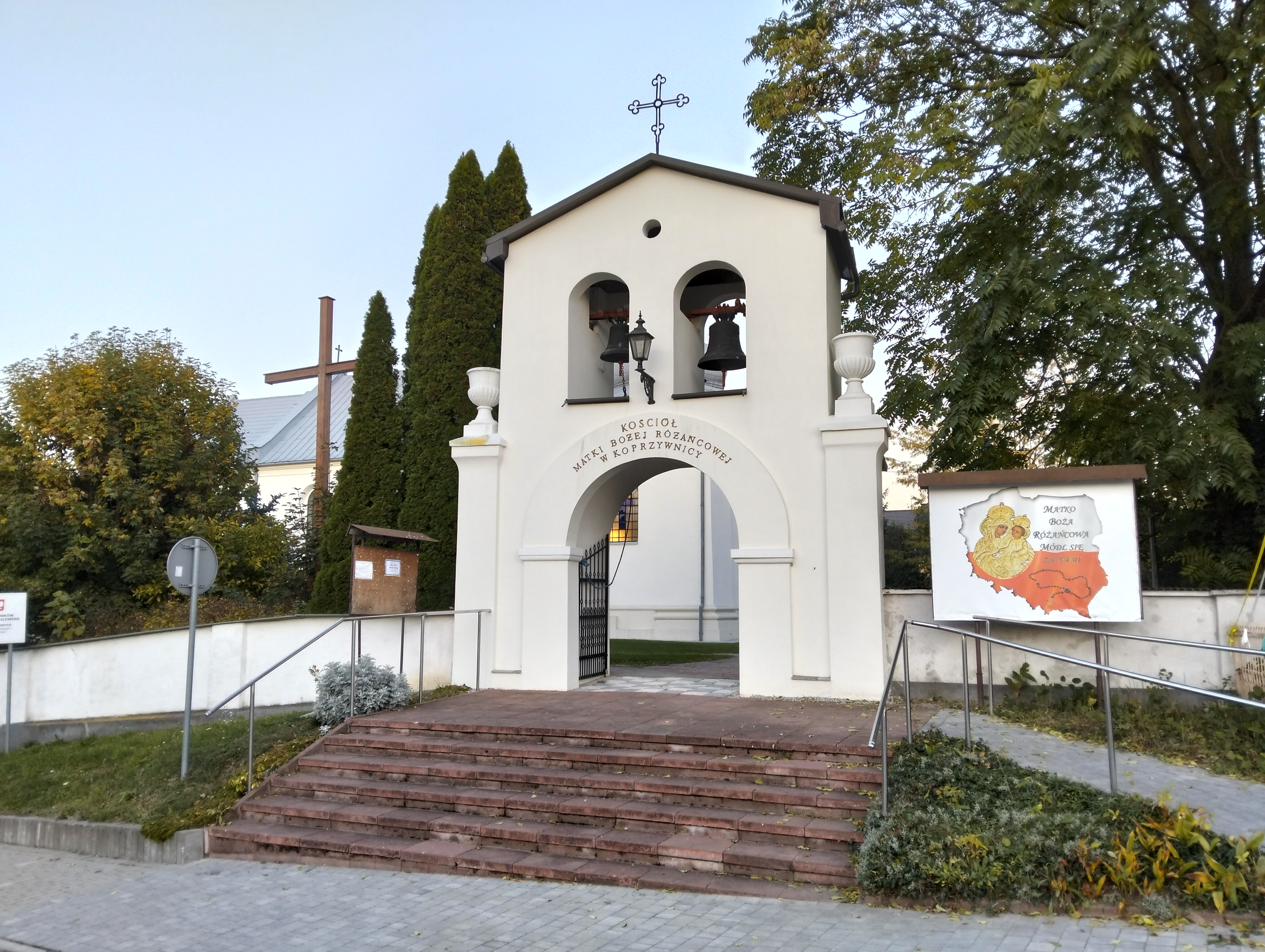
Dzwonnica bramna
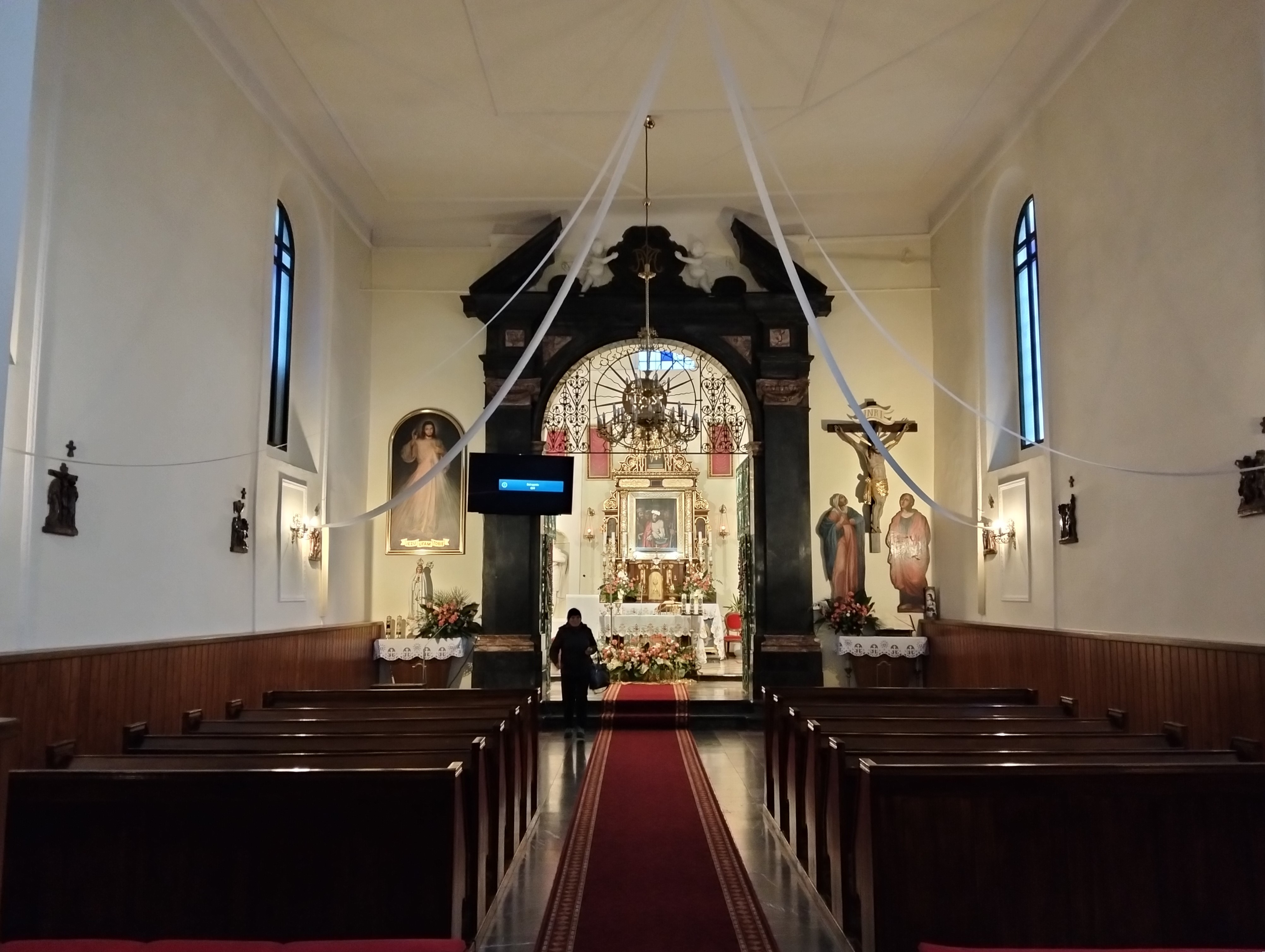
Wnętrze